# Alexander Anderson (botanico)
Alexander Anderson FRSE FLS (Aberdeen, 1748 – isola di Saint Vincent - Caraibi, 8 settembre 1811) è stato un chirurgo e botanico scozzese.

## Biografia
Anderson frequentò l'Università di Edimburgo. Per breve tempo, fu impiegato dal concittadino William Forsyth presso il Chelsea Physic Garden a Londra, fino a quando, nel 1774, Anderson emigrò a New York, dove risiedette con suo fratello John, uno stampatore.
Nel 1785, fu nominato sovrintendente del giardino botanico governativo a St. Vincent, dove fu molto attivo.
Fu corrispondente di Sir Joseph Banks, tramite il quale nel 1789 trasmise alla Royal Society un resoconto su un lago bituminoso dell'isola di St. Vincent; il resoconto fu poi pubblicato nello stesso anno sulla rivista Philosophical Transactions.
Nel gennaio 1791 Anderson fu eletto membro della Royal Society di Edimburgo, su proposta di Daniel Rutherford, John Walker e William Wright.
Nello stesso anno, si recò in Guiana con una spedizione botanica; i campioni di piante raccolti da Anderson furono spediti a Banks e sono ora conservati presso l'herbarium del British Museum.
La Society of Arts gli assegnò una medaglia d'argento nel 1798 per un articolo sulle piante del giardino di St. Vincent.
Anderson progettò di redigere un'opera sulla flora delle isole caraibiche, e ne trasmise a Banks alcune pagine, ma il lavoro non fu mai compiuto. Lasciò il suo incarico nel luglio 1811 e morì l'8 settembre dello stesso anno (la Royal Society di Edimburgo indica erroneamente la sua data di morte al 10 maggio 1811).
Ad Anderson succedette come sovrintendente un suo amico, il chirurgo William Lochhead.